# Sylwester Kowalik (naukowiec)
Sylwester Stefan Kowalik – polski lekarz weterynarii, doktor habilitowany nauk rolniczych, profesor na Uniwersytecie Przyrodniczym w Lublinie, specjalista od fizjologii zwierząt.

## Kariera naukowa
W 1999 roku na Akademii Rolniczej w Lublinie uzyskał tytuł lekarza weterynarii. W tym samym roku został zatrudniony na tejże uczelni, a w 2004 roku uzyskał na jej Wydziale Medycyny Weterynaryjnej stopień doktora nauk weterynaryjnych na podstawie rozprawy pt. Wpływ alfa-ketoglutaranu (AKG) podawanego per os na rozwój i mineralizację układu kostno-szkieletowego u prosiąt w okresie 70 dni życia postnatalnego badanego na modelu kości udowej, której promotorem był Tadeusz Studziński. W 2019 roku ten sam wydział nadał mu stopień doktora habilitowanego nauk rolniczych w dyscyplinie weterynarii na podstawie pracy pt. Badania nad możliwością wykorzystania oznaczeń biologicznie aktywnych białek w osoczu krwi oraz kortyzolu w ślinie w testach wysiłkowych u koni wyścigowych.